# Pac-Man VR
Pac-Man VR est un jeu vidéo de labyrinthe développé et édité par Virtuality, sorti en 1996 sur borne d'arcade.

## Système de jeu
Pac-Man VR est un jeu en réalité virtuelle en vue à la première personne.